# Bok & Bibliotek i Norden
Bok & Bibliotek i Norden AB var ett svenskt företag, som åren 1986-2016 arrangerade den årliga Bokmässan i Göteborg på Svenska Mässan.
Mässan Bibliotek 2000 på Svenska Mässan i Göteborg initierades av Bertil Falck och Conny Jacobsson 1985. Året därpå hölls en bokmässa med vidare målgrupp, samt startades bolaget Bok & Bibliotek i Norden AB. Företaget upplöstes 2017 efter en fusion med Svenska Mässan Gothia Towers AB.